# Lutz Goessing
Lutz Goessing (n. 13 mai 1938, Dortmund, Germania Nazistă) este un călăreț ce a reprezentat Germania, medaliat olimpic. A participat la 2 ediții ale Jocurilor Olimpice (1968, 1972) în care a câștigat o medalie de bronz.